# Angels Cry
Albums de Angra
Evil Warning
(1994)
Angels Cry est le premier album du groupe brésilien de heavy metal Angra.

## Liste des morceaux
1. "Unfinished Allegro" – 1:14
2. "Carry On" – 5:03
3. "Time" – 5:55
4. "Angels Cry" – 6:48
5. "Stand Away" – 4:55
6. "Never Understand" – 7:49
7. "Wuthering Heights" – 4:40
8. "Streets of Tomorrow" – 5:03
9. "Evil Warning" – 6:43
10. "Lasting Child" – 7:37

I. "The Parting Words" – 4:02
II. "Renaissance" – 3:35

## Formation
- Andre Matos (chant)
- Kiko Loureiro (guitare)
- Rafael Bittencourt (guitare)
- Luis Mariutti (basse)
- Ricardo Confessori (batterie)

## Invités
- Alex Holzwarth (batterie)
- Dirk Schlächter (guitare sur "Never Understand")
- Kai Hansen (guitare sur "Never Understand")
- Sascha Paeth (guitare sur "Never Understand")
- Thomas Nack (batterie sur "Wuthering Heights")